# Exechiopsis tricholomatae
Exechiopsis tricholomatae är en tvåvingeart som beskrevs av Mitsuhiro Sasakawa och Kunihiro Ishizaki 1999. Exechiopsis tricholomatae ingår i släktet Exechiopsis och familjen svampmyggor. Inga underarter finns listade i Catalogue of Life.